# Jorge Sanz
Jorge Sanz, né le 26 août 1969 à Madrid, est un acteur espagnol.

## Biographie
Jorge Sanz Miranda commence une carrière d'acteur dès l'âge de neuf ans et apparaît dans une dizaine de films jusqu'à l'âge de quinze ans, notamment dans Conan le Barbare, où il interprète Conan enfant.
Devenu adulte, il poursuit sa carrière et se fait connaître pour ses rôles dans les films de Fernando Trueba et de Vicente Aranda, notamment El Año de las Luces (1986), Si te dicen que caí (1989), Amants (1991), Belle Époque (1992), Libertarias (1996) et La Fille de tes rêves (1998). En 1997, il devait jouer dans En chair et en os, de Pedro Almodóvar, mais est remplacé au dernier moment par Liberto Rabal en raison d'une mauvaise entente avec le réalisateur.

## Distinctions
Jorge Sanz a remporté le prix Goya du meilleur acteur en 1990 pour son rôle dans Si te dicen que caí et a été nommé dans la même catégorie en 1987 (pour El año de las luces), 1992 (pour Amants) et 1993 (pour Belle Époque). Il a également remporté le prix du meilleur acteur aux prix Sant Jordi du cinéma en 1990 (pour Si te dicen que caí) et aux Fotogramas de Plata en 1990 (pour Si te dicen que caí) et 1993 (pour Belle Époque).

## Filmographie

### Cinéma
- 1982 : Conan le Barbare : Conan enfant
- 1982 : Crónica del alba. Valentina (es) : Pepe
- 1986 : El año de las luces : Manolo
- 1988 : Demain, je serai libre (El Lute II: mañana seré libre) : El Toto
- 1989 : Si te dicen que caí : Daniel Javaloyes
- 1991 : Amants : Paco
- 1992 : Orquesta Club Virginia : Tony
- 1992 : Belle Époque : Fernando
- 1993 : ¿Por qué lo llaman amor cuando quieren decir sexo? : Manu
- 1994 : Los peores años de nuestra vida : Roberto
- 1995 : Morirás en Chafarinas (es) : Jaime
- 1996 : Libertarias : Obrero Hijo
- 1997 : Escape (A Further Gesture) de Robert Dornhelm
- 1997 : ¿De qué se ríen las mujeres? (es) : Victor
- 1998 : Cha-cha-chá (es) : Pablo Cires
- 1998 : La Fille de tes rêves : Julián Torralba
- 1999 : París Tombuctú : Teniente
- 2000 : Almejas y mejillones : Rolondo / Diana
- 2001 : Sin vergüenza : Alberto
- 2001 : Tuno negro (es) : Eduardo
- 2001 : I love you, baby (es) : Marcos
- 2002 : Le Sortilège de Shanghai : Denis
- 2003 : El oro de Moscú (es) : Jesús
- 2004 : El Lobo : Asier
- 2006 : Bienvenido a casa (es) : Lucas
- 2007 : Oviedo Express : Álvaro Mesía
- 2008 : Rivales : Jorge Alegre
- 2012 : L'Apôtre : Pablo (voix)
- 2013 : Vivir es fácil con los ojos cerrados : Padre
- 2016 : La Reine d'Espagne (La reina de España) de Fernando Trueba :  Julián Torralba

### Télévision
- 1990 : Los jinetes del alba (série télévisée, 5 épisodes) : Martin
- 1999 : A las once en casa (es) (série télévisée, 16 épisodes) : Teo
- 2004 : El inquilino (es) (série télévisée, 13 épisodes) : Leo Montes / Chuby
- 2004 : Un, dos, tres (série télévisée, 3 épisodes) : Manuel
- 2010 : ¿Qué fue de Jorge Sanz? (es) (série télévisée, 6 épisodes) : lui-même
- 2019 : Derecho a soñar : José Manzanas